# Casă de locuit cu prăvălie (Pitușca)
Casă de locuit cu prăvălie este o clădire amplasată în Pitușca, raionul Călărași, Republica Moldova. Este un monument istoric și arhitectural de importanță națională inclus în Registrul monumentelor Republicii Moldova ocrotite de stat cu nr. 205 (raionul Călărași). Datează de la sf. sec. XIX.